# برت فان مارویک
برت فان مارویک (به انگلیسی: Bert van Marwijk؛ زادهٔ ۱۹ مهٔ ۱۹۵۲) بازیکن پیشین و مربی کنونی فوتبال اهل هلند است. او هم‌اکنون هدایت تیم ملی فوتبال امارات متحده عربی را برعهده دارد.
به‌عنوان بازیکن، او سابقهٔ بازی برای تیم‌های گو اهد ایگلز، آزد آلکمار، ام‌وی‌وی و فورتونا سیتارد را در کارنامه دارد؛ او هم‌چنین سابقهٔ یک بازی ملی برای تیم ملی فوتبال هلند را داراست.
در سال ۱۹۸۲، فان مارویک دوران مربیگری خود را آغاز کرد؛ او در سال ۱۹۸۸ از دنیای بازی بازنشسته شد و کار خود را به‌عنوان مربی تمام وقت آغاز کرد. او دوران مربیگری خود را با تیم سابقش فورتونا سیتارد آغاز کرد و با این تیم به فینال جام حذفی فوتبال هلند رسید. در سال ۲۰۰۰ فان مارویک به‌عنوان مربی تیم فاینورد منصوب شد؛ او در دومین فصل حضورش در این تیم موفق شد عنوان قهرمانی جام یوفا را کسب کند. در سال ۲۰۰۴ و پس از چهار فصل هدایت فاینورد، او هدایت تیم بروسیا دورتموند را بر عهده گرفت. او در سومین فصل حضورش در این تیم به دلیل کسب نتایج ضعیف از این تیم اخراج شد. در ژوئن ۲۰۰۷ او به فاینورد بازگشت و موفق شد‌ عنوان قهرمانی جام حذفی فوتبال هلند را با این تیم کسب کند. دوران حضور فان مارویک در فاینورد خیلی زود به پایان رسید و او راهی تیم ملی فوتبال هلند شد؛ او به مدت چهار سال هدایت هلند را بر عهده شد و موفق شد با این تیم به فینال جام جهانی ۲۰۱۰ راه یابد، جایی که در وقت‌های اضافه با نتیجهٔ ۱–۰ مغلوب اسپانیا شد. او در یورو ۲۰۱۲ هم هدایت هلند را برعهده داشت اما سه شکست پیاپی در دور گروهی این رقابت‌ها، پایان کار فان مارویک و هلند را رقم زد و او در ۲۷ ژوئن ۲۰۱۲ از هدایت تیم ملی هلند استعفا داد. پس از آن او راهی هامبورگ شد، دوران حضور فان مارویک در هامبورگ کوتاه بود، او به مدت ۱۴۳ روز هدایت این تیم را بر عهده داشت و به دلیل نتایج ضعیف از هدایت این تیم برکنار شد. او در ۲۶ اوت ۲۰۱۵ با قراردادی یک ساله هدایت تیم ملی فوتبال عربستان سعودی را بر عهده گرفت؛ او موفق شد این تیم را پس از ۱۲ سال راهی جام جهانی کند. او قراردادش را با عربستان تمدید نکرد و در ۲۴ ژانویهٔ ۲۰۱۸ سرمربی تیم ملی فوتبال استرالیا شد تا در جام جهانی ۲۰۱۸ هدایت این تیم را بر عهده داشته باشد؛ او پس از جام جهانی از تیم ملی استرالیا جدا شد. در ۲۰ مارس ۲۰۱۹، فان مارویک به‌عنوان سرمربی تیم ملی فوتبال امارات متحده عربی انتخاب شد؛ او در ۴ دسامبر ۲۰۱۹ و پس از شکست ۴–۲ مقابل قطر در جام ملت‌های خلیج ۲۰۱۹، از هدایت امارات برکنار شد. در ۱۴ دسامبر ۲۰۲۰ و یک سال پس از اخراج، او مجدداً به‌عنوان سرمربی امارات انتخاب شد و به این تیم بازگشت.

## افتخارات

### بازیکن
آزد آلکمار
- جام حذفی فوتبال هلند: ۷۸–۱۹۷۷

ام‌وی‌وی ماستریخت
- لیگ دسته اول فوتبال هلند: ۸۴–۱۹۸۳

### مربی
فاینورد
- جام حذفی فوتبال هلند: ۰۸–۲۰۰۷
- جام یوفا: ۰۲–۲۰۰۱

هلند
- جام جهانی، نایب قهرمان: ۲۰۱۰